# Clazziquai
Clazziquai (hangul: 클래지콰이; Classic + Jazz + Groove) – koreański, k-popowy zespół muzyczny założony w 2001 r. Składa się z trzech członków: dwóch mężczyzn (DJ Clazzi i Alex Chu) oraz kobiety (Choi Horan). Ich pierwszy nieoficjalny album ukazał się w 2001 r., natomiast pierwszy oficjalny w 2004 r. – Instant Pig.

## Dyskografia (koreańska)
- Maj 2004 – Instant Pigs
- Październik 2005 – Color Your Soul
- Czerwiec 2007 – Love Child of the Century

## Remiks
- Listopad 2004 – Clazziquai Project Remix - ZBAM
- Marzec 2006 – Clazziquai Project 2nd Remix Album – Pinch Your Soul

## Albumy japońskie
- Wrzesień 2005 – Instant Pig
- Styczeń 2006 – Color Your Soul
- Sierpień 2006 – Love Mode